# 崔夢龍
崔 夢龍（チェ・モンニョン、朝鮮語: 최몽룡、1946年 - ）は、大韓民国の考古学者、ソウル大学校名誉教授。「韓国考古学界を代表する元老学者」と評される。

## 略歴
ソウルに生まれ、1984年に「A Study of Youngsan River Valley Culture（栄山江流域文化の研究）」によりアメリカ合衆国のハーバード大学から人類学のPhDを取得した。ハーバード大学では、張光直に師事した。
崔は、無文土器時代や、文明の勃興、古代都市、古代国家などについての考古学調査を行ってきた。その成果は、名実ともに多数の研究者による共著として公表されてきたが、全南大学校やソウル大学校博物館が発行してきた多数の考古学的発掘調査の報告書に、崔の名が連ねられている。
長くソウル大学校文理科大学考古美術史学科（後に人文大学考古美術史学科）教授であり、1980年代後半には人文大学の学部長補佐も務めた。1995年から1999年にかけてはソウル大学校博物館の館長を務めた。1999年からは、韓国の遺産委員会 (the National Heritage Committee of Korea) の委員を務めている。崔は、1987年から1995年にかけて、韓国上古史学会の会長も務めた。
韓国で国史教科書の検定制度がとられた時期に、高等学校の国史教科書の編纂に20年あまり関与した経験をもち、2015年11月3日に中学校と高等学校の歴史教科書を国史編纂委員会の編纂による国定教科書へと転換する決定がなされた後、国史編纂委員会から代表執筆陣のひとりに選ばれた。しかし、代表執筆者に選ばれたとする報道の直後、取材のために汝矣島の自宅を訪れた女性記者にセクシャルハラスメントにあたる言動をしたとされ、11月6日に就任辞退を表明した。

## おもな著書

### 単著
- 韓國古代史의 諸問題、서울大學校人文大學考古美術史學科、1987年
- Jaemi Innun Gogohak Yeohaeng [Interesting Archaeological Tourism]. Hakyeon Munhwasa, Seoul, 1991.
- 韓國考古學 硏究의 諸問題、주류성출판사、2011年

### 日本語で出版された編著署
- （河廷竜 訳）百済をもう一度考える、図書出版周留城（ソウル）、2004年

### おもな論文
- Yeongsan-gang Yuyeok-eui Seonsa Yujeok Yumul [Prehistoric Sites and Artifacts Discovered form the Yeongsan-gang River Valley]. Yeoksa Hakbo [Journal of History] 73:67-87, 1973.
- (with Rhee Song-nai, senior author). Emergence of Complex Society in Prehistoric Korea. Journal of World Prehistory 6(1):51-95, 1992.
- Trade in Wiman State Formation. In Pacific Northeast Asia in Prehistory, edited by C. Melvin Aikens and Song-nai Rhee, pp. Washington State University, Pullman, 1992.
- Origin and Distribution of Korean Dolmens. Hanguk Sanggosa Hakbo [Journal of the Korean Ancient Historical Society] 39, 1999.
- Dolmens of Korea, Archaeology. Ethnology & Anthropology of Eurasia 2, 2000.